# Mende (Lozère)
Mende je francouzské město v regionu Okcitánie, hlavní město (prefektura) departementu Lozère. V roce 2012 zde žilo 11 908 obyvatel. Je centrem arrondissementu Mende.

## Sousední obce
Badaroux, Barjac, Balsièges, Brenoux, Chastel-Nouvel, Lanuéjols, Rieutort-de-Randon, Saint-Bauzile, Servières

## Vývoj počtu obyvatel
Počet obyvatel 